# Puerto Viejo (Azua)
Puerto Viejo, es un distrito del municipio de Azua, que está situado en la provincia de Azua de la República Dominicana.

## Secciones municipales
Está formado por las secciones municipales de:
| Nombre                     | Código     |
| -------------------------- | ---------- |
| Puerto Viejo (Zona urbana) | 0502010501 |
| Ranchería                  | 0502010502 |